# Jorge Iván Estrada
Jorge Iván „Guti” Estrada Manjarrez (ur. 16 października 1983 w Culiacán) – meksykański piłkarz występujący na pozycji prawego obrońcy, reprezentant Meksyku.

## Kariera klubowa
Estrada pochodzi z miasta Culiacán i swoją karierę piłkarską rozpoczynał w tamtejszym nowo powstałym, drugoligowym klubie Dorados de Sinaloa. Tam już w swoim debiutanckim, jesiennym sezonie Apertura 2003 triumfował w rozgrywkach Primera División A, zaś pół roku później, w wiosennym sezonie Clausura 2004, dotarł do finału drugiej ligi, wobec czego na koniec rozgrywek 2003/2004 jako jeden z ważniejszych graczy awansował z Dorados do najwyższej klasy rozgrywkowej. W meksykańskiej Primera División zadebiutował 20 października 2004 w przegranym 0:1 spotkaniu z Pachucą i już po kilku miesiącach wywalczył sobie niepodważalne miejsce w linii defensywy, zostając jednym z odkryć rozgrywek. Mimo udanych występów, po dwóch latach – na koniec rozgrywek 2005/2006 – spadł z Dorados z powrotem do drugiej ligi. Sam pozostał jednak na najwyższym szczeblu, zasilając ekipę Tiburones Rojos de Veracruz, gdzie jako rezerwowy spędził sześć miesięcy.
Wiosną 2007 Estrada został zawodnikiem drużyny Santos Laguna z miasta Torreón. Tam od razu został kluczowym zawodnikiem formacji obronnej, premierowego gola w najwyższej klasie rozgrywkowej zdobywając 30 marca 2008 w wygranej 4:0 konfrontacji z Tecos UAG. W tym samym sezonie Clausura 2008 wywalczył z zespołem prowadzonym przez Daniela Guzmána swoje pierwsze mistrzostwo Meksyku, zaś dwa lata później, podczas wiosennych rozgrywek Bicentenario 2010 zanotował tytuł wicemistrzowski. W sezonie Apertura 2010, wciąż jako czołowy boczny obrońca ligi meksykańskiej, osiągnął kolejne wicemistrzostwo kraju, a po raz trzeci zdobył z Santosem Laguna wicemistrzostwo Meksyku w sezonie Apertura 2011. W sezonie Clausura 2012 ponownie wywalczył mistrzostwo Meksyku, a także dotarł finału najbardziej prestiżowych rozgrywek Ameryki Północnej – Ligi Mistrzów CONCACAF. Drugie z wymienionych osiągnięć powtórzył również w 2013 roku. Czterokrotnie był wybierany przez Meksykański Związek Piłki Nożnej na najlepszego bocznego defensora rozgrywek (sezony Apertura 2007, Bicentenario 2010, Apertura 2010, Clausura 2012). Ogółem w Santosie Laguna spędził niemal siedem lat i jest uznawany za klubową legendę.
W lipcu 2013 Estrada przeniósł się do zespołu CF Pachuca, gdzie występował przez kolejne pół roku jako podstawowy obrońca, lecz nie potrafił nawiązać do sukcesów odnoszonych z Santosem Laguna. Bezpośrednio po tym podpisał umowę z klubem Tigres UANL z miasta Monterrey, gdzie jednak już w styczniu 2014 doznał kontuzji kolana, w wyniku której musiał pauzować przez dwa miesiące. W sezonie Clausura 2014 zdobył z Tigres puchar Meksyku – Copa MX i zajął drugie miejsce w superpucharze – Supercopa MX, zaś pół roku później, podczas rozgrywek Apertura 2014, zdobył czwarte w swojej karierze wicemistrzostwo kraju, regularnie pojawiając się na boiskach. W 2015 roku doszedł do finału najważniejszych rozgrywek południowoamerykańskiego kontynentu – Copa Libertadores, lecz bezpośrednio po tym został relegowany do roli głębokiego rezerwowego przez Israela Jiméneza. W sezonie Apertura 2015 zdobył z ekipą Ricardo Ferrettiego mistrzostwo Meksyku, jednak sam zanotował wówczas zaledwie trzy ligowe mecze. W 2016 roku dotarł natomiast do finału Ligi Mistrzów CONCACAF.
| Sezon     | Klub                        | Kraj   | Rozgrywki  | Mecze | Bramki |
| --------- | --------------------------- | ------ | ---------- | ----- | ------ |
| 2003/2004 | Dorados de Sinaloa          | Meksyk | Ascenso MX | 18    | 1      |
| 2004/2005 | Dorados de Sinaloa          | Meksyk | Liga MX    | 21    | 0      |
| 2005/2006 | Dorados de Sinaloa          | Meksyk | Liga MX    | 34    | 0      |
| 2006/2007 | Tiburones Rojos de Veracruz | Meksyk | Liga MX    | 6     | 0      |
| 2006/2007 | Santos Laguna               | Meksyk | Liga MX    | 18    | 0      |
| 2007/2008 | Santos Laguna               | Meksyk | Liga MX    | 44    | 1      |
| 2008/2009 | Santos Laguna               | Meksyk | Liga MX    | 35    | 0      |
| 2009/2010 | Santos Laguna               | Meksyk | Liga MX    | 38    | 3      |
| 2010/2011 | Santos Laguna               | Meksyk | Liga MX    | 36    | 3      |
| 2011/2012 | Santos Laguna               | Meksyk | Liga MX    | 42    | 3      |
| 2012/2013 | Santos Laguna               | Meksyk | Liga MX    | 31    | 0      |
| 2013/2014 | CF Pachuca                  | Meksyk | Liga MX    | 17    | 0      |
| 2013/2014 | Tigres UANL                 | Meksyk | Liga MX    | 3     | 0      |
| 2014/2015 | Tigres UANL                 | Meksyk | Liga MX    | 32    | 0      |
| 2015/2016 | Tigres UANL                 | Meksyk | Liga MX    |       |        |

## Kariera reprezentacyjna
W seniorskiej reprezentacji Meksyku Estrada zadebiutował za kadencji tymczasowego selekcjonera Efraína Floresa, 12 października 2010 w zremisowanym 2:2 meczu towarzyskim z Wenezuelą.